# Pedro Fernández de Velasco y Bobadilla
Pedro Fernández de Velasco y Bobadilla (Medina del Campo, 1634 - Medina del Campo, 14 de marzo de 1678), V señor de Cilleruelo, de los Valles de la Hoz de Areba, y de Bobadilla, Caballero de la Orden Militar de Santiago (1671) y Alcalde de los Hijosdalgos de Medina del Campo. 
Hijo de Pedro Fernández de Velasco y Reinoso y María de Bobadilla y Fonseca.
Recibió de José Martínez Rojas las escrituras de la venta de Vasallos que tenían en Vellosillos.

## Matrimonio y Descendencia
Casó en 1649 con Francisca Velázquez y Montalvo (1634-1686), hija de Esteban Velázquez y Villarroel y María Velázquez y Montalvo.
De dicho matrimonio nacieron once hijos:
- José Fernández de Velasco y Bobadilla (1656-1700), VI Señor de Cilleruelo y de los Valles de la Hoz de Areba, fue creado Vizconde de Bezana y Marqués de Cilleruelo; Casó en 1683 con Teresa de Tovar y Duque de Estrada (f. 1714).
- Esteban Fernández de Velasco y Bobadilla (1657-1711); Casó en 1688 con Inés Monge de Amaurita y Alcocer (f. 1716).
- Pedro Jacinto José de Velasco (n. 1658).
- María Francisca Josefa de Velasco (n. 1660), religiosa.
- Manuela María de Velasco (n. 1661), monja en el convento de carmelitas descalzas de Medina del Campo.
- Juan Francisco José de Velasco (n. 1663), Capitán de Caballos.
- Francisca Josefa de Velasco (1664-1684), religiosa.
- Andrés de Velasco (n. 1666), Colegial Mayor en el del Arzobispo, en Salamanca, y Chantre de la Catedral de Granada.
- Antonia Josefa Ventura de Velasco (1669-1681), religiosa.
- Teresa de Velasco (n. 1671), monja en el convento de Santa María Magdalena de religiosas agustinas de Medina del Campo.
- Ignacio Pedro Fernández de Velasco y Bobadilla, (1676-1683).